# عمار رحمانوفيتش
عمار رحمانوفيتش (بالبوسنوية: Amar Rahmanović)‏ هو لاعب كرة قدم بوسني ولد في عام 1994، ويلعب في مركز الوسط مع نادي قونيا سبور ومنتخب البوسنة والهرسك لكرة القدم.

## وصلات خارجية
- عمار رحمانوفيتش على موقع الاتحاد الأوربي (الإنجليزية)
- عمار رحمانوفيتش على موقع اتحاد تركيا (لاعب) (الإنجليزية)
- عمار رحمانوفيتش على موقع قاعدة بيانات كرة القدم.إي يو (الإنجليزية)
- عمار رحمانوفيتش على موقع ناشيونال فوتبول تيمز (الإنجليزية)
- عمار رحمانوفيتش على موقع Soccerway.com (الإنجليزية)
- عمار رحمانوفيتش على موقع عالم كرة القدم.نت (الإنجليزية)